# Rachel Reeves

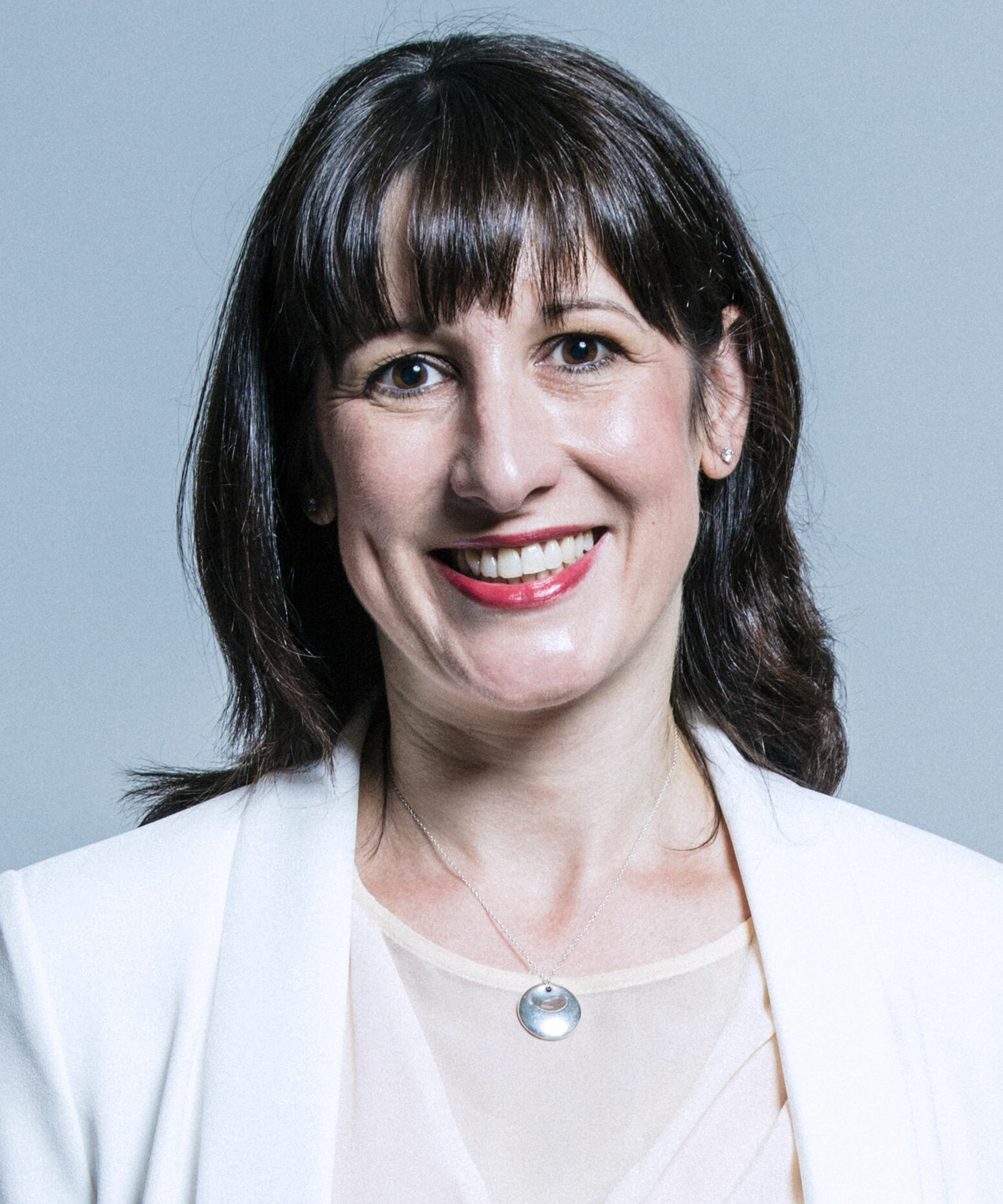
Rachel Reeves (2017)

Rachel Jane Reeves (geboren am 13. Februar 1979 in Lewisham, London) ist eine britische Politikerin der Labour Party. Seit 2010 ist sie Mitglied des britischen Unterhauses für den Wahlkreis Leeds West. Ab 2021 gehörte sie dem Schattenkabinett Starmer an. Seit dem 5. Juli 2024 ist sie Schatzkanzlerin im Kabinett Starmer.

## Kindheit, Jugend, Ausbildung
Rachel Reeves wuchs als Tochter von Lehrern auf. Sie ist die Schwester der Labour-Politikerin Ellie Reeves. Rachel Reeves spielt Schach und war als Schülerin britische U14-Meisterin.
Reeves studierte am New College Oxford und an der London School of Economics, bevor sie als Wirtschaftswissenschaftlerin bei der Bank of England, der britischen Botschaft in Washington und bei HBOS arbeitete.

## Politische Laufbahn
Bei der Parlamentswahl 2010 wurde sie ins Unterhaus gewählt. Von 2011 bis 2013 war sie im Schattenkabinett von Ed Miliband als Schatten-Schatzkanzlerin tätig. Danach diente sie von 2013 bis 2015 als Schattenministerin für Arbeit und Renten. Nach der Wahl von Jeremy Corbyn zum Vorsitzenden der Labour-Partei im Jahr 2015 kehrte Reeves nicht in das Schattenkabinett zurück.
Nachdem Keir Starmer 2020 zum Vorsitzenden der Labour-Partei gewählt worden war, ernannte er Reeves zur Schatten-kanzlerin des Herzogtums Lancaster und zur Schatten-Kanzlerin des Kabinetts in der Gegenposition zu Michael Gove. Im Mai 2021 löste sie Anneliese Dodds als Schatten-Schatzkanzlerin ab.
Nach der Parlamentswahl im Vereinigten Königreich 2024 wurde sie am 5. Juli 2024 zur Schatzkanzlerin im Kabinett Starmer ernannt.

## Politische Standpunkte
In einem Gastbeitrag für die Financial Times legte Reeves 2023 ein umfassendes Bekenntnis zur Haushaltsdisziplin ab.
Im Juni 2025 versuchte Reeves zusammen mit Premier Keir Starmer, durch geplante Kürzungen bei Behinderten- und Sozialhilfe umgerechnet mehr als sechs Milliarden Euro einzusparen, um die von der Vorgängerregierung übernommene desaströse Haushaltslage zu verbessern. An der Umsetzung des Vorhabens scheiterten sie aufgrund des Widerstands von mehr als 120 Abgeordneten aus ihrer Partei.

## Schriften
- Why vote Labour?, mit einem Vorwort von Gordon Brown, Biteback, London 2010.
- Alice in Westminster: The Political Life of Alice Bacon., I. B. Tauris, London 2016. ISBN 978-1-78831-307-0
- Women of Westminster: The MPs Who Changed Politics., Bloomsbury Publishing Plc, London 2020. ISBN 978-1-4482-1785-4
- Sciatica Exercises for Seniors 2022, ISBN 9798353160601
- The Women Who Made Modern Economics, Basic Books, 2023, ISBN 978-1-3998-0744-9
- außerdem Veröffentlichungen im Guardian und anderen Medien.[12]